# Campionati europei di nuoto 2010 - 800 metri stile libero maschili
Le qualifiche per la finale si sono svolte la mattina del 12 agosto 2010, mentre finale si è svolta la sera del 13 agosto 2010.

## Medaglie
| Posizione | Atleta            | Paese    |
| --------- | ----------------- | -------- |
| Oro       | Sébastien Rouault | Francia  |
| Argento   | Christian Kubusch | Germania |
| Bronzo    | Samuel Pizzetti   | Italia   |

## Record
Prima della manifestazione il record del mondo (RM), il record europeo (EU) e il record dei campionati (RC) sono i seguenti.
|  | 7'32"12 | Zhang Lin Cina              | 29 luglio 2009 Roma, Italia       |
|  | 7'43"84 | Federico Colbertaldo Italia | 29 luglio 2009 Roma, Italia       |
|  | 7'51"94 | Gergő Kis Ungheria          | marzo 2008 Eindhoven, Paesi Bassi |

Durante la competizione sono stati migliorati i seguenti record:
| Data      | Evento | Atleta            | Nazione | Tempo   | Record |
| --------- | ------ | ----------------- | ------- | ------- | ------ |
| 13 agosto | Finale | Sébastien Rouault | Francia | 7'48"28 |        |

## Risultati

### Batterie
| Pos. | Atleta                 | Nazionalità   | Tempo   | Batteria | Corsia | Note |
| ---- | ---------------------- | ------------- | ------- | -------- | ------ | ---- |
| 1    | Christian Kubusch      | Germania      | 7:53.93 | 3        | 5      |      |
| 2    | Sébastien Rouault      | Francia       | 7:54.30 | 3        | 4      |      |
| 3    | Gergő Kis              | Ungheria      | 7:55.87 | 2        | 5      |      |
| 4    | Pál Joensen            | Fær Øer       | 7:56.55 | 4        | 8      |      |
| 5    | Federico Colbertaldo   | Italia        | 7:58.32 | 2        | 4      |      |
| 6    | Mads Glæsner           | Danimarca     | 7:58.50 | 1        | 4      |      |
| 7    | Gergely Gyurta         | Ungheria      | 7:59.13 | 4        | 2      |      |
| 8    | Samuel Pizzetti        | Italia        | 8:00.10 | 4        | 4      |      |
| 9    | Sergiy Frolov          | Ucraina       | 8:01.70 | 4        | 7      |      |
| 10   | Andrea Busato          | Italia        | 8:01.99 | 4        | 5      |      |
| 11   | MacIej Hreniak         | Polonia       | 8:02.97 | 2        | 2      |      |
| 12   | Job Kienhuis           | Paesi Bassi   | 8:03.51 | 2        | 6      |      |
| 13   | Przemysław Stańczyk    | Polonia       | 8:04.46 | 3        | 3      |      |
| 14   | Krzysztof Pielowski    | Polonia       | 8:04.88 | 2        | 3      |      |
| 15   | Alexander Shimin       | Russia        | 8:04.90 | 3        | 2      |      |
| 16   | Jan Wolfgarten         | Germania      | 8:05.48 | 4        | 3      |      |
| 17   | Florian Janistyn       | Austria       | 8:05.94 | 4        | 1      |      |
| 18   | Marcos Rivera Miranda  | Spagna        | 8:07.43 | 4        | 6      |      |
| 19   | Vitaly Romanovich      | Russia        | 8:10.10 | 2        | 7      |      |
| 20   | Olexandr Lutchenko     | Ucraina       | 8:10.24 | 2        | 1      |      |
| 21   | Alin Alexandru Artimon | Romania       | 8:10.52 | 3        | 1      |      |
| 22   | Maxym Shemberyev       | Ucraina       | 8:10.61 | 3        | 8      |      |
| 23   | Karol Zaczynski        | Polonia       | 8:12.48 | 1        | 5      |      |
| 24   | David Brandl           | Austria       | 8:16.34 | 3        | 7      |      |
|      | Stephan Siegrist       | Svizzera      | dns     | dns      | dns    | dns  |
|      | Thomas Allen           | Gran Bretagna | dns     | dns      | dns    | dns  |

### Finale
| Pos. | Atleta               | Nazionalità | Corsia | Tempo   | Note |
| ---- | -------------------- | ----------- | ------ | ------- | ---- |
|      | Sébastien Rouault    | Francia     | 5      | 7:48.28 |      |
|      | Christian Kubusch    | Germania    | 4      | 7:49.12 |      |
|      | Samuel Pizzetti      | Italia      | 8      | 7:49.94 |      |
| 4    | Gergő Kis            | Ungheria    | 3      | 7:51.93 |      |
| 5    | Pál Joensen          | Fær Øer     | 6      | 7:53.11 |      |
| 6    | Federico Colbertaldo | Italia      | 2      | 7:54.84 |      |
| 7    | Mads Glæsner         | Danimarca   | 7      | 7:55.80 |      |
| 8    | Gergely Gyurta       | Ungheria    | 1      | 7:59.95 |      |